# بطولة جنيف المفتوحة
بطولة جنيف المفتوحة هي بطولة تلعب على الأراضي الترابية , وتندرج تحت قائمة بطولات رابطة محترفي كرة المضرب ال250 نقطة. تقام البطولة في مدينة جنيف في سويسرا.